# Remember to Live
Remember to Live é o sétimo EP da banda Flyleaf.
| Críticas profissionais                                                      | Críticas profissionais |
| Avaliações da crítica                                                       | Avaliações da crítica  |
| Fonte                                                                       | Avaliação              |
| --------------------------------------------------------------------------- | ---------------------- |
| Jesus Freak Hideout                                                         | [ 1 ]                  |
| Ultimate-Guitar.com                                                         | [ 2 ]                  |
| Esta tabela precisa de ser acompanhada por texto em prosa. Consulte o guia. |                        |

## Faixas
| N.º            | Título                                   | Duração |  |
| 1.             | "Justice & Mercy (Violent Love Version)" | 2:39    |  |
| 2.             | "Okay"                                   | 2:23    |  |
| 3.             | "Amy Says"                               | 3:37    |  |
| 4.             | "Dear My Closest Friend"                 | 2:29    |  |
| 5.             | "Light in Your Eyes"                     | 3:55    |  |
| 6.             | "Believe in Dreams"                      | 4:27    |  |
| 7.             | "Arise (Ben Moody Mix)"                  | 4:21    |  |
| Duração total: | Duração total:                           | 23:51   |  |

## Desempenho nas paradas musicais
| Paradas musicais (2010)      | Melhor Posição |
| ---------------------------- | -------------- |
| Billboard 200                | 111            |
| Billboard Alternative Albums | 9              |
| Billboard Christian Albums   | 4              |
| Billboard Rock Albums        | 15             |